# Czeczotka tundrowa
Czeczotka tundrowa (Acanthis flammea hornemanni) – podgatunek czeczotki zwyczajnej, małego ptaka z rodziny łuszczakowatych (Fringillidae), zamieszkujący północną część Ameryki Północnej (wraz z Grenlandią).
Do Polski zalatuje. Do końca 2021 stwierdzono ją 348 razy (łącznie obserwowano 576 osobników). W 2017 miał miejsce nalot tych ptaków, który objął swym zasięgiem niemal cały kraj – odnotowano wówczas 107 stwierdzeń (136 osobników).

## Rozmieszczenie geograficzne
Czeczotka tundrowa występuje północno-wschodniej Kanadzie i Grenlandii.

## Morfologia
długość ciała: 11,5–14 cm
masa ciała: 17–20 g (A. h. hornemanni), 10–16 g (A. h. exilipes)
Samica przypomina samca, różni się od niego głównie brakiem różowawego zabarwienia na piersi i kuprze, jej twarz jest nieco bardziej szara, zaś czerwona plama na czole jest trochę mniejsza niż u samca.

## Rozród
Sezon lęgowy trwa od maja do lipca. Gniazduje w samotnych parach lub luźnych koloniach. Wyprowadza jeden lęg w roku, na północy Kanady i na Syberii niekiedy dwa.
Gniazdo w kształcie kubka buduje samica z gałązek, trawy i korzonków. Wyściółkę stanowi miękka trawa, pióra i sierść zwierzęca. Gniazdo umieszczone jest w niskim krzewie, na ziemi (osłonięte skałami lub roślinnością), w skalnej szczelinie lub na niskim drzewie na wysokości 0,5–2 m nad ziemią. Często umieszczone jest w pobliżu wody lub nawet nad wodą.
Samica składa 3–6 (zwykle 4–5) jasnozielononiebieskich jaj z ciemnym plamkowaniem. Wysiaduje samotnie przez 11–13 dni, a samiec karmi ją w gnieździe. Pisklęta karmione są przez oboje rodziców, głównie stawonogami o miękkim ciele i larwami. Młode są w pełni opierzone 12–15 dni po wykluciu.

## Pożywienie
Żywi się głównie nasionami roślin, w tym zimą olchy i brzozy. Zjada również pąki i pędy różnych roślin, w tym drzew. Na Alasce w okresie lęgowym żywi się niektórymi bezkręgowcami, zwykle owadami i ich larwami (zwłaszcza pluskwiakami, muchówkami, motylami i chrząszczami), a także pająkami. Zimą żeruje głównie na ziemi i wśród roślinności, potrafi zawisnąć do góry nogami, aby dostać się do pożywienia. Używa stóp do przytrzymywania jedzenia.

## Ochrona
Na terenie Polski podgatunek ten jest objęty ścisłą ochroną gatunkową.